# Лост-Гіллс (Каліфорнія)
Лост-Гіллс (англ. Lost Hills) — переписна місцевість (CDP) в США, в окрузі Керн штату Каліфорнія. Населення — 2370 осіб (2020).

## Географія
Лост-Гіллс розташований за координатами 35°37′50″ пн. ш. 119°40′50″ зх. д. / 35.63056° пн. ш. 119.68056° зх. д. (35.630673, -119.680545).  За даними Бюро перепису населення США в 2010 році переписна місцевість мала площу 14,41 км², з яких 14,38 км² — суходіл та 0,03 км² — водойми.

## Демографія
Згідно з переписом 2010 року, у переписній місцевості мешкало 2412 осіб у 448 домогосподарствах у складі 421 родини. Густота населення становила 167 осіб/км².  Було 469 помешкань (33/км²).
Расовий склад населення:
| - 5,5 % — білих - 0,7 % — азіатів - 0,2 % — чорних або афроамериканців - 92,5 % — осіб інших рас |

До двох чи більше рас належало 1,0 %. Частка іспаномовних становила 97,6 % від усіх жителів.
За віковим діапазоном населення розподілялося таким чином: 40,2 % — особи молодші 18 років, 57,3 % — особи у віці 18—64 років, 2,5 % — особи у віці 65 років та старші. Медіана віку мешканця становила 22,6 року. На 100 осіб жіночої статі у переписній місцевості припадало 134,6 чоловіків;  на 100 жінок у віці від 18 років та старших — 147,3 чоловіків також старших 18 років.
Середній дохід на одне домашнє господарство  становив 35 397 доларів США (медіана — 31 033), а середній дохід на одну сім'ю — 35 661 долар (медіана — 29 583). Медіана доходів становила 25 109 доларів для чоловіків та 20 417 доларів для жінок. За межею бідності перебувало 37,2 % осіб, у тому числі 47,6 % дітей у віці до 18 років та 8,8 % осіб у віці 65 років та старших.
Цивільне працевлаштоване населення становило 809 осіб. Основні галузі зайнятості: сільське господарство, лісництво, риболовля — 69,3 %, виробництво — 6,8 %, роздрібна торгівля — 6,3 %.